# Абу Якуб Юсуф
Абу Якуб Юсуф (*1135 — 14 жовтня 1184) — 2-й халіф держави Альмохадів у 1163—1184 роках. Відомий також як Юсуф I.

## Життєпис

### Молоді роки
Походив з династії Альмохадів. Син халіфа Абд аль-Муміна. Здобув гарну освіту ісламського штибу: напам'ять знав Коран, хадіси. Замолоду мав схильність до красномовства. З 1147 року брав участь у війнах на Піренейському півострові.
У 1157 році його було призначено намісником усіх володінь на Піренейському півострові зі столицею в Севільї. У 1163 році за підтримки візира Омара ібн Абд аль-Муміна повалив свого старшого брата Мухаммеда ібн Абд аль-Муміна.

### Володарювання
У липні 1163 року оголошено новим володарем Альмохадів. Прийняв особистий титул амір аль-муслімін (князь мусульман). У 1164 році вдалося придушити усі змови своїх братів, повністю опанувавши батьківською спадщиною. Спочатку отруїв Алі ібн Абд-аль-Мумін, валі Феса, та Абдаллаха ібн Абд аль-Муміна, валі Бежайа. У 1165 році переміг Усмана ібн Абд-аль-Муміна, валі Кордови. У 1166 році придушив повстання Саби ібн Манаґфада навколо Сеути. У 1168 році прийняв титул халіфа.
Слідом за цим він продовжив політику попередника з розширення володінь та зміцнення халіфату зсередини. Водночас намагався скористатися протистоянням між християнськими державами на Піренеях.
У своїй політиці підтримував правову школу Загірі. Згодом видав заборони на існування інших шкіл, наказавши спалити їхні праці. Водночас сприяв поширенню збірок хадисів (сахіх аль-Бухарі та сахіх Муслім).
Абу Якуб Юсуф призначав головним суддею халіфату ібн Мадью. Також при його дворі мешкав відомий вчений та філософ ібн Рушд (відомий як Аверроес), візир та лікар ібн Туфайль.

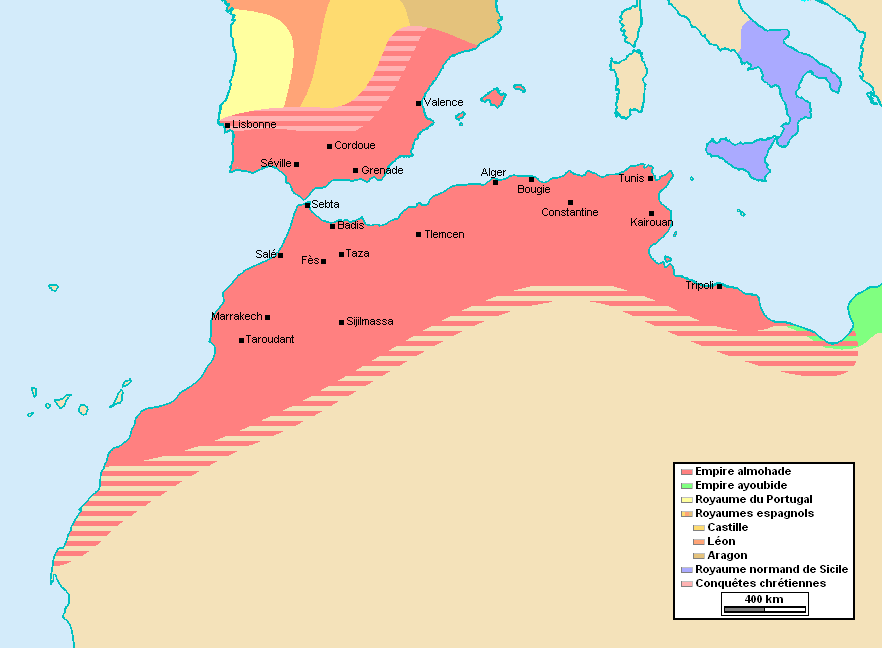
Держава Альмохадів за халіфа Абу Якуба Юсуфа

У 1168 році португальські війська на чолі із Жералду Безстрашним захопили міста Евора, Трухільйо, Касерес, Монтанчес, Серпаї Журоменья, потім взяли в облогу Бадахос. На прохання халіфа Фердинанд II, король Леону, прийшов на поміч Альмохадам, завдавши поразки Афонсу I Португальському. У 1169 році військам Альмохадів вдалося захопити Хаєн. Водночас мусульмани зазнали нападу з боку Арагонського королівства, війська якої захопили замки Фабара, Маелья, Массаліо, Вальдельтормо, Ла-Фреснеда, Бесейте, Пеньярроя-де-Таставінс, Вальдерробрес, Монройо, Каспе, Каланда, Айгуавіва, Кастельоте, Лас Куевас, землі до кордону Альгару і провінції Теруель.
У 1170 році Абу Якуб Юсуф повернувся до Піренеїв. Того ж року вдерся до Каталонії та королівства Валенсії, які сплюндрував. У 1171 році перебрався до Севільї, яку зробив своєю ставкою. Завдяки перебуванню халіфа в цьому місті починається його розбудова — з'являються численні палаци та фортеці (Севільський Алькасар, Алькала-де-Гуадаїра, палац Бухайра, мінарет Хіральда). Також було започатковано мінарет Хасана в Рабаті та Кутубію в Марракеші.
У 1171 році в області на заході Піренеїв почалося повстання проти Альмохадів. Абу Якуб Юсуф зумів до 1172 року придушити повстання, знову захопивши Мурсію і Аліканте. У 1172 році розпочав похід проти Кастилії, зайнявши Алькарас та Вільчес, взявши в облогу фортецю Уете, але не зміг її захопити. Тоді відняв у Арагону міста Куенка, Хатіва, Ельче і Оріуела.
У 1173 році спрямував війська проти королівства Леон, сплюндрувавши долину Гвадалквівір, але незабаром вони зазнали поразки у битві при Сьюдад-Родріго, неподалік Саламанки. Водночас до Альгарбе вдерлися португальці, пограбувавши ці землі.
У 1174 році Абу Якуб Юсуф оженився на доньці ібн Марданіха, впливового андалузького аристократа. У 1175 році повернувся до Марракеша. Цим скористався Альфонсо VIII, король Кастилії, щоб захопити важливе місто Куенка.
У 1178 році почалося потужне повстання в Тунісі, яке підтримали місцеві племена. Взимку 1180—1181 років взяв в облогу й захопив місто Гафса, після цього змусив здатися потужне плем'я бану-рійя. Але в цей час Кастилія захопила міста Сантафіла, Португалії — Санлукар-ла-Майор, Ньєбла, Сан-Хуан-де-Аснальфараче. Незабаром повстало плем'я бану-вавзгіт в Атлаських горах, захопивши місто Санджундар. Халіф особисто рушив проти повсталих, які невдовзі були переможені.
У 1180 році Абу Якуб Юсуф відправив потужний флот проти Лісабону та Сетубалу, які намагалися з моря захопити ці міста, але 29 липня мусульмани зазнали нищівної поразки. У 1183 році започаткував велику розбудову столиці Марракеша.
У 1184 році рушив у похід на португальські землі, взявши в облогу місто Сантарен, яке обороняв інфант Саншу (майбутній король Саншу I). На допомогу християнам прийшли Афонсу I, король Португалії, та Фердинанд II, король Леону. В результаті запеклої битви війська Альмохадів зазнали нищівної поразки, а Абу Якуба Юсуфа поранено, він помер на шляху до Евори. Його поховано у м. Тінмел. Владу успадкував його син Абу Юсуф Якуб аль-Мансур.